# Krnski Grad
Krnski grad (nemško Karnburg) je naselje na desni terasi reke Gline na zahodni strani Gosposvetskega polja na Koroškem, kjer stoji oziroma kjer je nekoč stal Krnski grad (po Jarniku tudi Koroški grad).
V naselju, ki se razteza na nadmorski višini 510 metrov, je ob popisu leta 2001 živelo 540 prebivalcev.

## Zgodovina
V starih listinah se Krnski grad prvič omenja leta 860 kot Carantana, leta 888 pa kot Curtis Carantana. Halštatski grobovi na južni planoti dokazujejo poselitev že v prazgodovini, in to zaradi bližine Municipiuma Virunuma. Pri arheoloških delih so našli tudi več napisov iz rimske dobe. Rimska cesta Via Julia Augusta je vodila iz Ogleja čez prelaz Plöckenpass po dolini Drave v Beljak in se nadaljevala v Feldkirchen in Karnburg v deželno glavno mesto Virunum.
Predromanska kapela svetega Petra in Pavla  se prvič omenja leta 927 in je najstarejša ohranjena cerkev v Vzhodnih Alpah. Krnski grad je bil v srednjem veku središče alpske slovanske kneževine Karantanije. Ko so Koroško kolonizirali Bavarci, je bila karolinška pfalca (Curtis Carantana) z današnjo cerkvijo pfalška kapela. V cerkvi so ostanki karolinškega zidu, ki so verjetno ostanki gradu pfalca iz 9. stoletja. Od kraljeve palače, ki je stala ob vznožju Ulrichsberga, ni ostalo ničesar, razen cerkve.
Kraj je bil že v 7. stoletju sedež koroških knezov in nato od 11. stoletja skupaj z Gospo Sveto glavni kraj Koroške. Na območju nekdanjega gradu je bil severozahodno od cerkve vse do leta 1862 knežji kamen, kjer so ustoličevali koroške vojvode. Zadnje ustoličenje, pri katerem so obredno uporabljali slovenski jezik, je bilo marca 1414. Krnski grad je znan predvsem po knežjem kamnu in pogostih napadih Turkov.

## Pfalška cerkev
Nekdanja pfalška cerkev je bila prvič omenjena 927 in je najstarejša cerkev na Koroškem ter ena najstarejših avstrijskih cerkva. Skoraj v celoti je ohranjena v svoji izvirni obliki. Pravokotnemu dvoranskemu prostoru sledi v glavni osi skoraj kvadraten prezbiterij. Slavolok ga odpira v polkrogu. Gradili so jo verjetno okoli leta 888. Za gradnjo so bili uporabljeni številni rimski ostanki in napisni kamni. Ohranjena je romanska stenska poslikava (iz 13. stoletja). Ob cerkvi so še vedno Anina kapela, majhna gotska stavba in povezovalni prehod med cerkvama.

## Križev pot
Iz vasi do pfalške cerkve je pešpot, ob kateri je 14 postaj križevega pota s slikami pasijona Jezusa Kristusa. Križanje v bližini cerkve je 15. postaja in končna točka križevega pota.
- Knežji kamen na Krnskem gradu, naslikal Marko Pernhart
- Hugo Charlemont, Krnski grad, risba iz 19. stoletja
- Knežji kamen
- Notranjost pfalške cerkve